# Catharina Neelissen
Catharina Neelissen   (Haarlem, 4 de novembre de 1961) és una ex-remadora neerlandesa que va competir durant la dècada de 1980.
El 1984 va prendre part en els Jocs Olímpics de Los Angeles, on disputà dues proves del programa de rem. Guanyà la medalla de bronze en la competició del vuit amb timoner, mentre en el quatre amb timoner fou cinquena.